# Hans-Rainer Duncker
Hans-Rainer Duncker (* 1. Juli 1933; † 29. November 2023) war ein deutscher Anatom und Zoologe. Er war emeritierter Professor für Anatomie und Zellbiologie an der Justus-Liebig-Universität Gießen.

## Leben und Werk

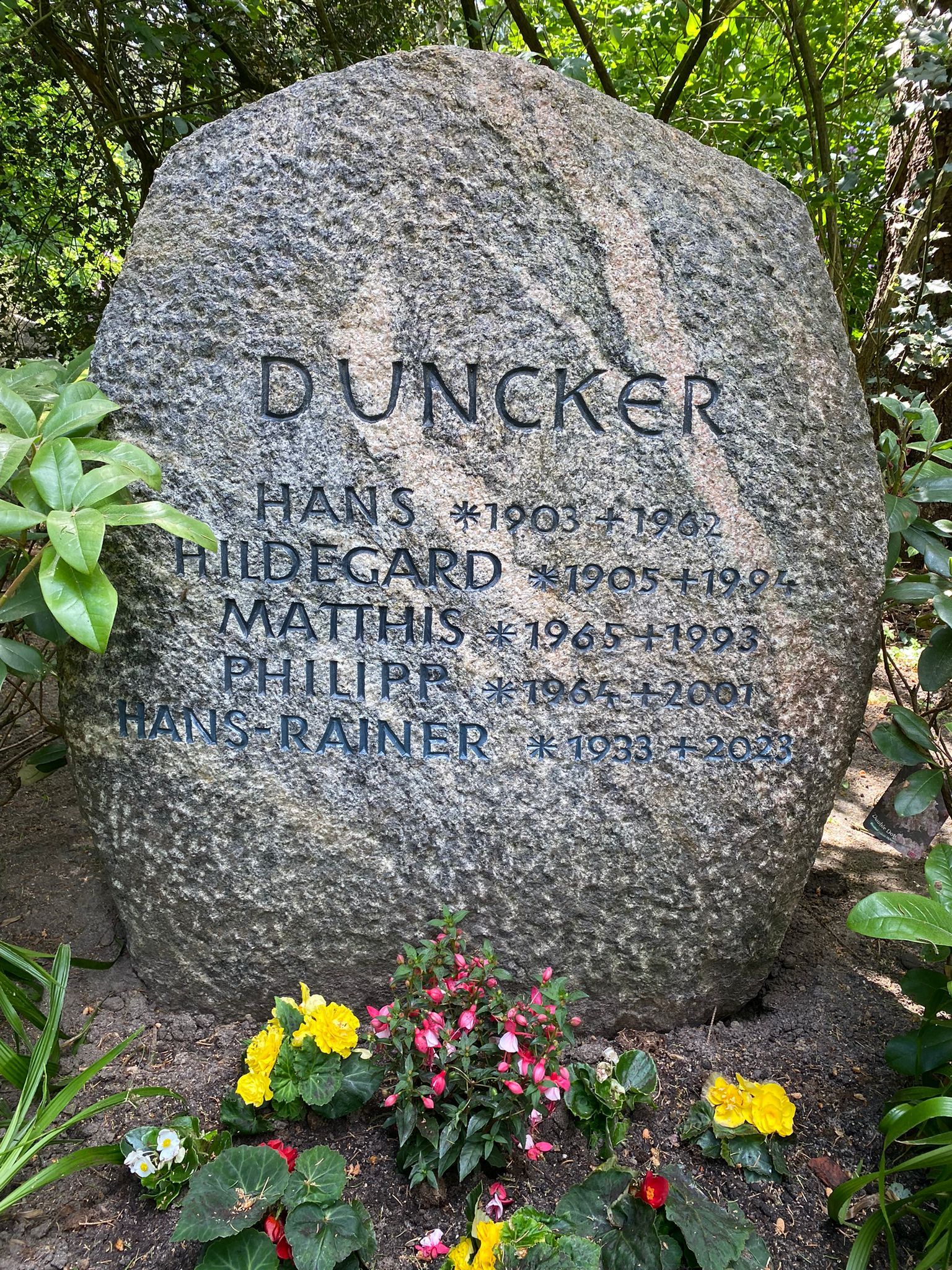
Grabstätte auf dem Friedhof Volksdorf

Duncker studierte Biologie, Medizin und Anthropologie an den Universitäten in Hamburg, Tübingen, Kiel und Wien und wurde 1964 in Kiel promoviert (Dr. rer. nat.). 1967 promovierte er in Hamburg in Medizin und habilitierte sich dort 1969 in Anatomie. 1971 wurde er Professor für Anatomie in Gießen und wurde dort 2001 emeritiert.
Er forschte über die extrakutane Pigmentierung von Echsen (vergleichende Anatomie, Embryologie) und die funktionale Morphologie und Evolution des Lunge-Luftsack-Systems bei Wirbeltieren, von den Fischen und Amphibien über Reptilien zu Vögeln und Säugern.
Nach seiner Emeritierung befasste er sich hauptsächlich mit evolutionsbiologischer Anthropologie. Er sah in der kulturellen Evolution des Menschen eine nicht-darwinistische Evolution basierend auf der Flexibilität der Assoziationsareale der Großhirnrinde, einem nicht genetisch determinierten Bereich, und der Weitergabe von Ideen und Fertigkeiten von einer Generation zur nächsten.
1991/92 war er Präsident der Deutschen Zoologischen Gesellschaft sowie langjährig Vorsitzender der Medizinischen Gesellschaft Gießen.
Hans-Rainer Duncker wurde in der Familiengrabstätte auf dem Hamburger Friedhof Volksdorf (Grablage De 64) beigesetzt.

## Schriften
- Die extrakutanen Melanocyten der Echsen/Sauria, Ergebnisse der Anatomie und Entwicklungsgeschichte, Band 40, Heft 1, Springer 1968
- The Lung air sac system of birds, Ergebnisse der Anatomie und Entwicklungsgeschichte, Band 45, Heft 6, Springer 1971 (gleichzeitig Habilitation)
- Vorstellungen zu einer aktuellen Anthropologie aus biologisch-medizinischer Sicht, in Hans-Rainer Duncker (Hrsg.), Beiträge zu einer aktuellen Anthropologie. Zum 100jährigen Jubiläum der Gründung der Wissenschaftlichen Gesellschaft im Jahre 1906 in Strassburg, Franz Steiner Verlag 2006
- Evolutionsbiologische Neubewertung der stammesgeschichtlichen Entwicklung des Menschen und seiner Ontogenese: Skizze einer Theorie der evolutionären Differenzierungs-Hierarchien, Sitzungsberichte der Wissenschaftlichen Gesellschaft an der Johann-Wolfgang-Goethe-Universität Frankfurt am Main, 36, 5, Franz Steiner Verlag 1998